# Probainognathidae
Probainognathidae es una familia extinta de terápsidos cinodontes que vivieron durante el Triásico Superior. De acuerdo con algunos autores, quizás solo tiene dos miembros conocidos: Probainognathus de América del Sur, y el algo más tardío Lepagia de Europa. La familia fue establecida por Alfred Romer en 1973. Sus miembros estaban cercanamente relacionados con otra familia de cinodontes, los Chiniquodontidae.
Ambos géneros eran de animales pequeños. Probainognathus, conocido de varios especímenes, medía cerca de 10 centímetros de longitud y era sumamente parecido a los mamíferos en términos de su anatomía. Los restos de Lepagia están restringidos a sus dientes. Estos guardan mucho parecido con la dentición de otros cinodontes carnívoros del Triásico Superior.